# Margarinotus
Margarinotus är ett släkte av skalbaggar som beskrevs av Sylvain Auguste de Marseul 1853. Margarinotus ingår i familjen stumpbaggar.

## Dottertaxa tillMargarinotus, i alfabetisk ordning[1][2]
- Margarinotus agnatus
- Margarinotus aoudicus
- Margarinotus arrosor
- Margarinotus babai
- Margarinotus bickhardti
- Margarinotus bicolor
- Margarinotus binotatus
- Margarinotus bipustulatus
- Margarinotus birmanus
- Margarinotus boleti
- Margarinotus brunneus, Kadaverstumpbagge
- Margarinotus bueckingi
- Margarinotus cadavericola
- Margarinotus carbonarius, Kolstumpbagge
- Margarinotus cognatus
- Margarinotus confusus
- Margarinotus curvicollis
- Margarinotus davisi
- Margarinotus distinctus
- Margarinotus ednae
- Margarinotus egregius
- Margarinotus ephemeralis
- Margarinotus faedatus
- Margarinotus faldermanni
- Margarinotus felipae
- Margarinotus fenderi
- Margarinotus formosanus
- Margarinotus fractifrons
- Margarinotus fractistrius
- Margarinotus fragosus
- Margarinotus gardneri
- Margarinotus graecus
- Margarinotus gratiosus
- Margarinotus guttifer
- Margarinotus hailar
- Margarinotus harrisii
- Margarinotus hudsonicus
- Margarinotus ignobilis
- Margarinotus immunis
- Margarinotus impiger
- Margarinotus incognitus
- Margarinotus indiicola
- Margarinotus integer
- Margarinotus interruptus
- Margarinotus jenisi
- Margarinotus kabakovi
- Margarinotus kathmandu
- Margarinotus koenigi
- Margarinotus koltzei
- Margarinotus kurbatovi
- Margarinotus kurdistanus
- Margarinotus laevifossa
- Margarinotus lecontei
- Margarinotus longus
- Margarinotus marginatus, Grytstumpbagge
- Margarinotus marginepunctatus
- Margarinotus marginicollis
- Margarinotus maruyamai
- Margarinotus mateui
- Margarinotus merdarius, Trädstumpbagge
- Margarinotus mirabilis
- Margarinotus mormon
- Margarinotus multidens
- Margarinotus navus
- Margarinotus neglectus, Hedstumpbagge
- Margarinotus nilgirianus
- Margarinotus niponicus
- Margarinotus oblitus
- Margarinotus oblongulus
- Margarinotus obscurus, Glansstumpbagge
- Margarinotus occidentalis
- Margarinotus osawai
- Margarinotus periphaerus
- Margarinotus planiceps
- Margarinotus pluto
- Margarinotus prometheus
- Margarinotus pseudomirabilis
- Margarinotus punctiventer
- Margarinotus purpurascens, Fläckstumpbagge
- Margarinotus rectus
- Margarinotus reichardti
- Margarinotus remotus
- Margarinotus ruficornis
- Margarinotus scaber
- Margarinotus schneideri
- Margarinotus sexstriatus
- Margarinotus silantjevi
- Margarinotus sinuaticollis
- Margarinotus socius
- Margarinotus solskyi
- Margarinotus stenocephalus
- Margarinotus stercoriger
- Margarinotus striola, Savstumpbagge
- Margarinotus stygicus
- Margarinotus sutus
- Margarinotus taiwanus
- Margarinotus terricola, Sorkstumpbagge
- Margarinotus thai
- Margarinotus thomomysi
- Margarinotus tristriatus
- Margarinotus umbilicatus
- Margarinotus umbrosus
- Margarinotus uncostriatus
- Margarinotus unus
- Margarinotus ventralis, Rundstumpbagge
- Margarinotus wenzelianus
- Margarinotus weymarni
- Margarinotus yezoensis

## Bildgalleri

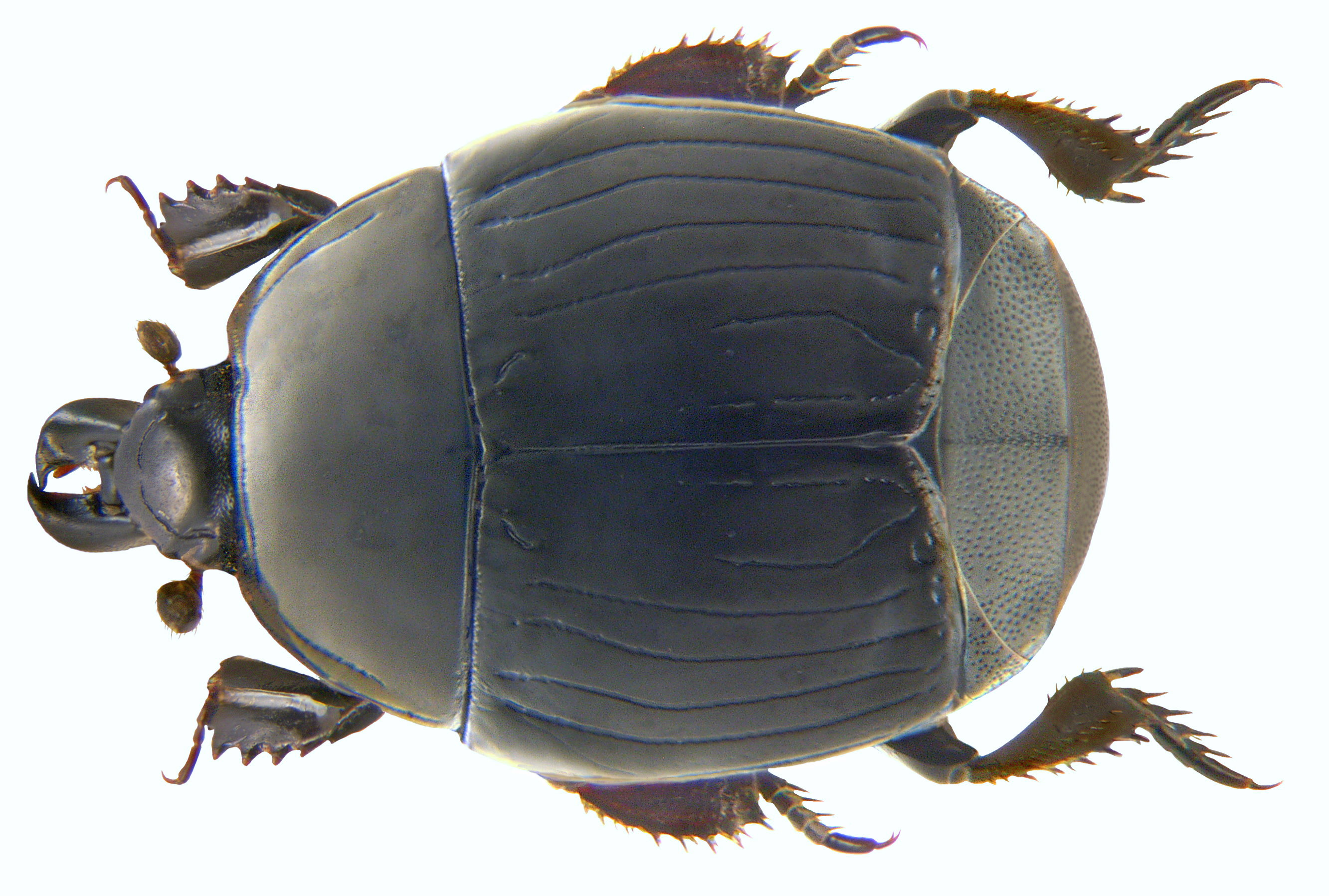
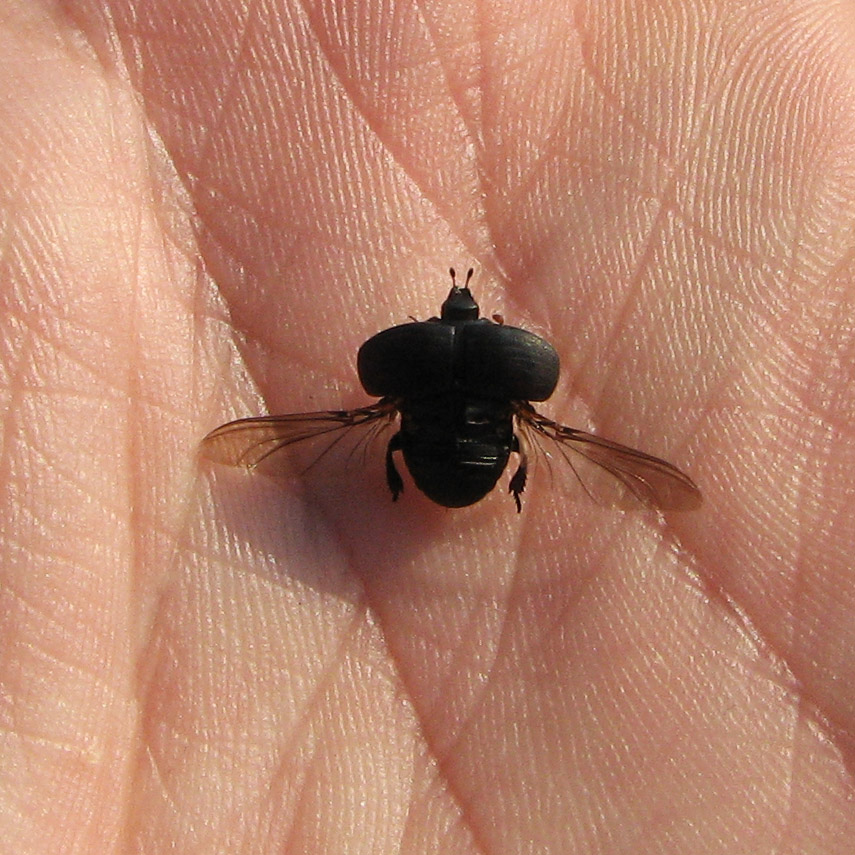
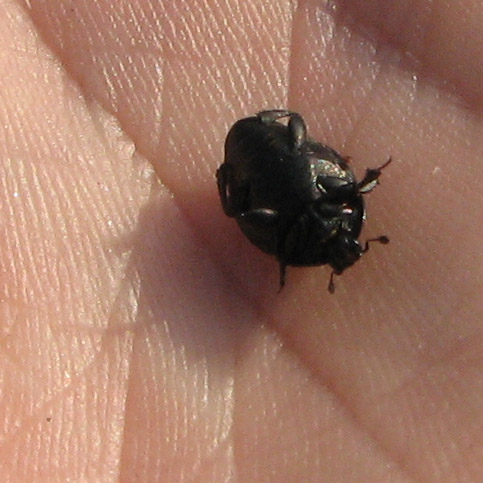
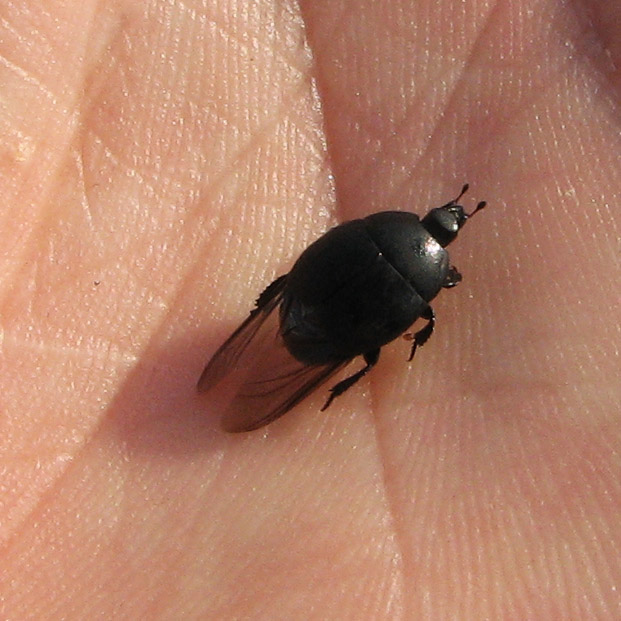
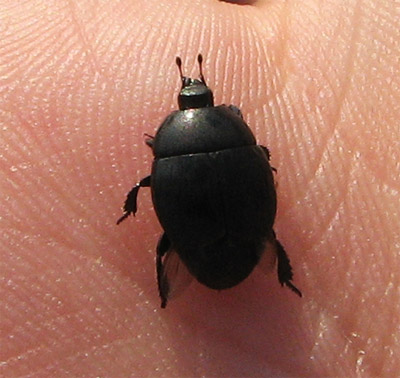